# Lucien Quélet

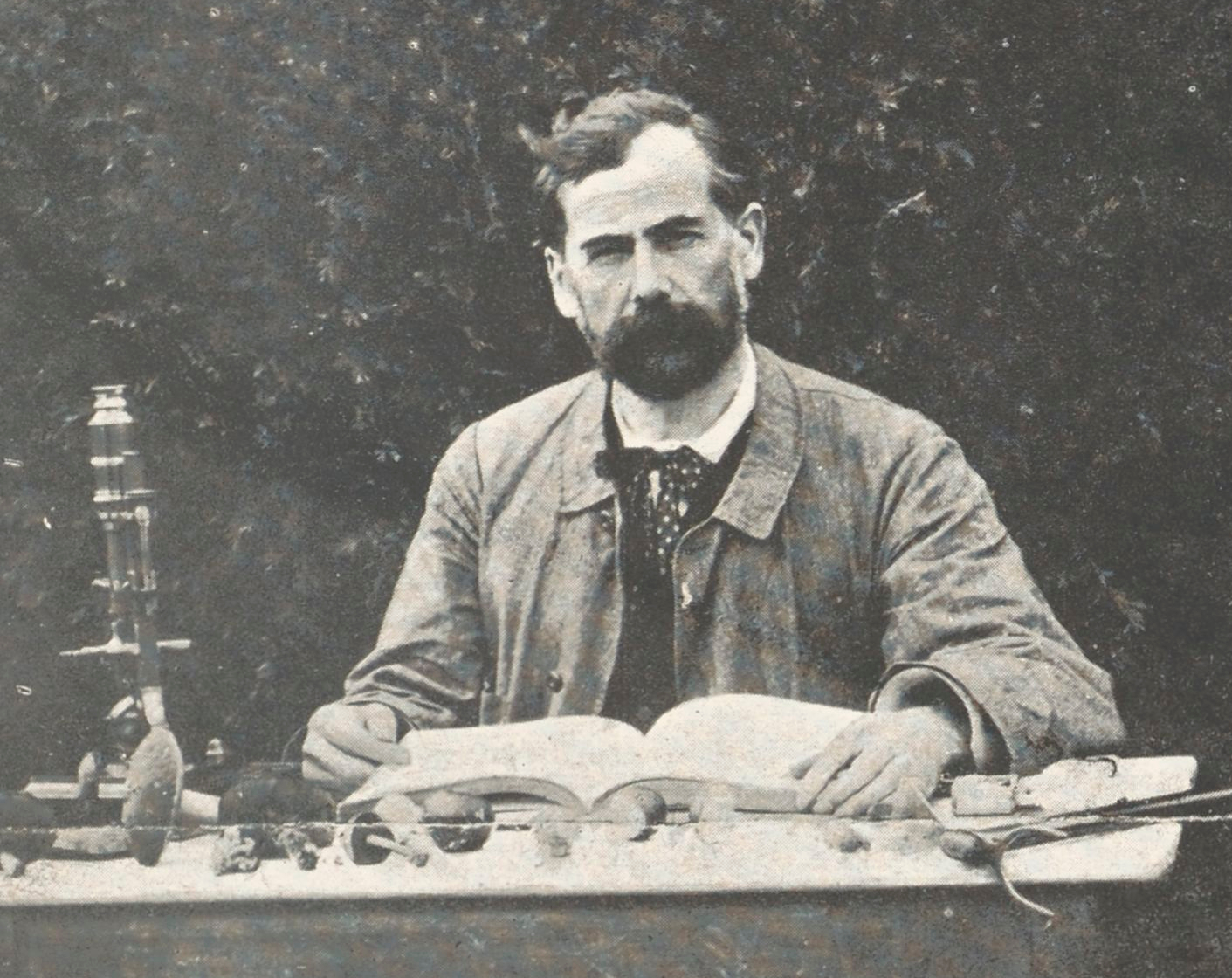
Lucien Quélet

Lucien Quélet (ur. 14 lipca 1832 w Montécheroux, zm. 25 sierpnia 1899) – francuski mykolog i założyciel Francuskiego Towarzystwa Mikologicznego, odkrywca wielu gatunków grzybów.
Lucien Quélet został osierocony w dzieciństwie i wychowywany przez wujostwo. Wykazywał w młodości duże zainteresowanie botaniką, mykologią, a także ornitologią i malakologią. Uczył się początkowo w collegu w Montbéliard, a następnie studiował medycynę w Strasburgu. Praktykę lekarską prowadził w Hérimoncourt. W 1855 r. założył Société mycologique de France (Francuskie Towarzystwo Mykologiczne), którego został pierwszym prezydentem. Pod koniec życia powrócił do zainteresowań z młodości – m.in. ornitologii i malakologii.
W 1884 założył Francuskie Towarzystwo Mykologiczne, i został jego pierwszym prezydentem.
Kilka lat później w 1888 Quélet napisał książkę „Flore mycologique de la France et des pays limitrophes” (Mikologiczna flora Francji i sąsiadujących jej państw)
Przy nazwach naukowych utworzonych przez niego taksonów dodawany jest skrót jego nazwiska Quél. Od jego nazwiska pochodzą gatunki gołąbka: Russula queletii i borowika: Boletus queletii.

## Wybrane publikacje
- 1872 – „Les Champignons de Jura et des Vosges” w: Mémoires de la Société d’émulation de Montbéliard
- 1886 – „Enchiridion fungorum in Europa Media et praesertim in Gallia vigentium”
- 1888 – „Flore mycologique de la France et des pays limitrophes”
- 1902 – „Flore monographique des Amanites et des Lépiotes” (wraz z Frédéric Bataille)